# 전원에 죽다
전원에 죽다(Pastoral: To Die In The Country)는 일본에서 제작된 테라야마 슈지 감독의 1974년 영화이다. 하라다 요시오 등이 주연으로 출연하였다.

## 출연

### 주연
- 하라다 요시오
- 하라 이즈미
- 하루카와 마스미
- 키무라 이사오
- 미카미 칸

### 조연
- 니이타카 케이코
- 스가 칸타로
- 야치구사 카오루